# Krishna Das

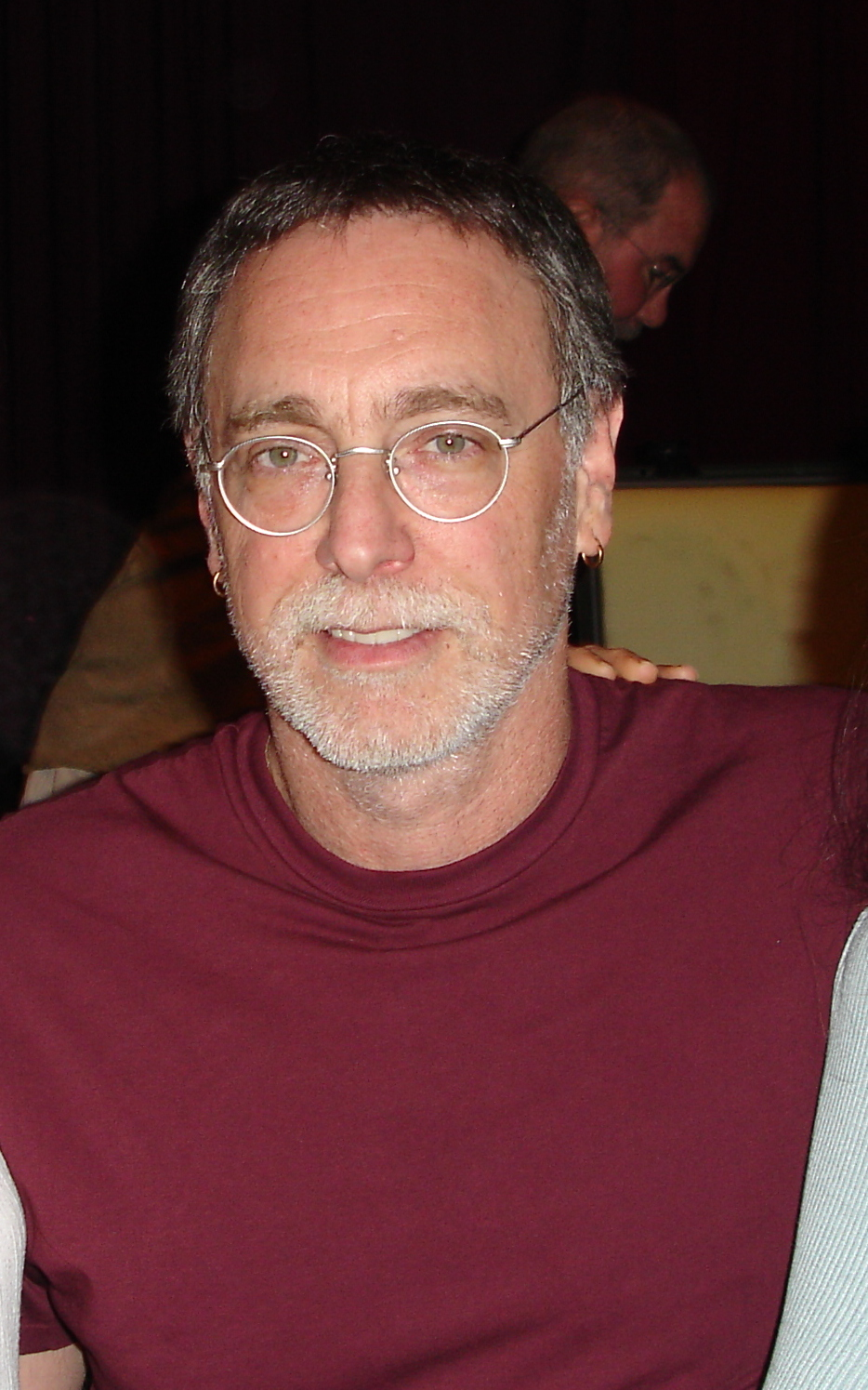
Krishna Das, 2005

Krishna Das (* 31. Mai 1947; bürgerlich Jeffrey Kagel) ist ein US-amerikanischer Kirtansänger, der für seine musikalischen Interpretationen diverser Mantras bekannt wurde. In der Regel begleitet er seine Gesänge selbst am Harmonium, bei Liveauftritten üblicherweise unterstützt von weiteren Musikern.
Neben dem Harmonium benutzt Krishna Das auch die Dotara (Hindi: do = zwei, tara = Saite), eine bis zu 1,30 m lange Langhalslaute, ähnlich einer Ektar, aber mit zwei Saiten, so etwa in dem Stück Adhyatma Hanuman Chalisa. Die New York Times bezeichnete ihn 2013 als „the chant master of American yoga“.
In seinen Stücken rezitiert er meist Mantras, wie Hare Krishna Hare Ram und Jaya Jagatambe oder die 40-strophige an die Gottheit Hanuman gerichtete Hymne Hanuman Chalisa.

## Biographie
Im Juni 1967 gründete eine kleine Gruppe von Highschool- und Collegestudenten auf Long Island eine Rockband, aus der später Blue Öyster Cult hervorging. Für eine kurze Zeit war Jeff Kagel, damals Student an der State University of New York in Stony Brook, der Leadsänger der Band, stieg allerdings kurz darauf wieder aus.
Zu dieser Zeit trug Kagel aus Prinzip fast nur schwarze Kleidung.
Im August 1970 reiste Jeff Kagel nach Indien, wo er, wie Ram Dass, ein Anhänger des Hindugurus Neem Karoli Baba (Maharaj-ji) wurde, von dem er auch seinen Namen Krishna Das erhielt. Es war sein Mentor, der auf ihn einwirkte, von nun an stattdessen weinrote Kleidung zu tragen, weswegen man ihn heutzutage fast nur noch in dieser Farbe gekleidet antrifft.
Jedoch veröffentlichte er erst 1996 mit One Track Heart sein erstes Album mit eigenen Chants. Dieses Album unterscheidet sich stilistisch von den heutigen Alben – was nicht zuletzt der damals noch jüngeren Stimme von Jeffrey Kagel geschuldet ist. In diesem Album werden weitere traditionelle indische Instrumente wie Sitar oder Tanpura verwendet, auf welche er in aktuelleren Alben nicht mehr zurück greift. Heute gibt seine tiefe, sonore Stimme seinen Liedern einen hohen Wiedererkennungswert. Seitdem veröffentlichte er zahlreiche weitere Alben und arbeitete auch häufig mit anderen Künstlern zusammen. Auf diversen Alben finden sich daher Gastbeiträge von oder mit Krishna Das, darunter auch auf denen seiner persönlichen Assistentin Nina Rao, die ebenfalls zwei Alben mit Chants veröffentlichte.
Auch auf den Alben von Krishna Das selbst finden sich Gastbeiträge anderer Künstler, darunter Sting, seiner Tochter Janaki Kagel oder Hans Christian.
2013 wurde sein Leben in einem Dokumentarfilm namens One Track Heart: The Story of Krishna Das verarbeitet. Der Film wurde von Jeremy Frindel produziert und beinhaltet diverse Interviews, sowohl von Krishna Das selbst als auch von anderen Anhängern des indischen neohinduistischen Krishnakults. In dem Film sind auch verschiedene Lieder von Krishna Das zu hören, neben Filmmusik, die von J Mascis und Devadas komponiert wurde. Die Aufnahmen zu dem Film entstanden bereits in den Jahren 2011 und 2012.
Sein Album Live Ananda (2012) wurde 2013 für den Grammy Award in der Kategorie Best New Age nominiert. Er trat auch bei der Grammy-Verleihung auf, bei der er als „Rockstar des Yogas“ bezeichnet wurde.
Im Jahr 2014 beteiligte sich Krishna Das an der Gründung der Kirtan Wallah Foundation, einer Non-Profit-Organisation, die sich der Verbreitung der Lehren seines spirituellen Lehrers Neem Karoli Baba widmet.

## Aktivitäten
Neben seiner Tätigkeit als Musiker veranstaltet er regelmäßig Workshops zu spirituellen Themen. Diese werden teilweise aufgezeichnet und sind bei Anbietern wie Apple Music oder Spotify abrufbar. Er ist häufig auf Tournee, auch in Europa, zuletzt 2023.
Seit der Covid19-Pandemie betreibt er einen Livestream Hanging (out) in the heart space, der wöchentlich auf seinem Kanal bei YouTube sowie auf Facebook und Instagram zu sehen ist. In dem zweistündigen Satsang, der bei ihm zuhause aufgezeichnet wird, musiziert Krishna Das auf dem Harmonium oder der Dotara, die übrigen Instrumente wie Tablas oder Manjira werden als fertige Tonausschnitte am Computer abgespielt. Außerdem beantwortet er Fragen, die das Publikum des Livestreams Chat bzw. seit 2023 vorab per Mail stellt und die sich meist auf seine Erfahrungen mit Maharaj-ji beziehen. Dabei erzählt Krishna Das häufig von Schlüsselerlebnissen aus seinem Leben. Wenn Krishna Das reist, werden Aufzeichnungen von früheren Veranstaltungen ausgestrahlt.

## Krishna Das Live
Obwohl es Studioalben von Krishna Das gibt (siehe #Diskografie), ist Krishna Das meist eher bei Liveauftritten in Form von Kirtans zu hören.
Hier wird er von einem wechselnden Ensemble aus verschiedenen Personen/Instrumenten unterstützt. Sehr häufig anwesend ist Nina Rao, sie spielt stets fernöstliche Varianten von Zimbeln, meist Manjiras, gelegentlich auch Kartals.
Standardmäßig dabei ist auch immer ein Trommler, hier kommen entweder Tablas oder eine Mridangam zum Einsatz. Ebenfalls immer dabei ist ein Gitarrist, der Gitarre oder Halbakustikgitarre spielt. Als weitere Instrumente in wechselnder Besetzung kommen E-Bass, Violine oder weitere Percussioninstrumente zum Einsatz.
Der Aufbau eines typischen Satsangs mit Krishna Das ist wie folgt:
1. Gebet: Hanumat Stavan
2. Eine Auswahl verschiedener Stücke
3. Eine Variante des Hanuman Chalisa zum Ausklang, meistens Sundhara („wunderschönes“) Chalisa
4. Gebet: Lokah Samastah Sukhino Bhavantu

## Bücher
- Flow of Grace: Chanting the Hanuman Chalisa, Sounds True, 2007. 100 Seiten ISBN 1-59179-551-6
- Chants of a Lifetime: Searching for a Heart of Gold. Hay House, Inc, 2010, ISBN 1-4019-2022-5. (Memoiren)

## Diskografie

### Studioalben
- 1996: One Track Heart
- 1998: Pilgrim Heart
- 2000: Live… on Earth
- 2001: Breath of the Heart
- 2001: Pilgrim of the Heart
- 2003: Door of Faith
- 2005: All One
- 2007: Gathering in the Light, mit Baird Hersey und Prana
- 2007: Invocation, mit Manorama, Ty Burhoe, Amy Ippoliti, John Friend
- 2007: Flow of Grace: Chanting the Hanuman Chalisa
- 2008: Heart Full of Soul
- 2010: Heart as Wide as the World
- 2012: Live Ananda
- 2014: Kirtan Wallah
- 2017: Trust in the Heart
- 2018: Peace of My Heart

### Kompilationen
- 2004: Greatest Hits of the Kali Yuga
- 2015: Laughing at the Moon

### Singles
- 2017: Sri Ram Kirtan Sadhana, mit Nina Rao

### Gastbeiträge
- 2009: Ma Baba (Album Trevor Hall: Trevor Hall)
- 2013: Ocean of Ram Hanuman Chalisa (Album Nina Rao: Antarayaami – Knower of All Hearts)
- 2014: My Foolish heart (Album: Baird Hersey, Prana: Sadhana, auch als Bonussong auf Kirtan Wallah)
- 2017: Jacqualine Carrie Haller: Grace: The Effortlessness of Pure Consciousness
- 2018: Tashi Lama Chenno (Album Nina Rao: Anubhav)
- 2019: I Am Loving Awareness (Album Ram Dass: Chapter I)
- 2021: River Ganga (Album Snatam Kaur - River Ganga mit C.C. White, Deva Premal, Manose, Ramesh Kannan, Todd Boston)
- 2021: Sri Ram Jai Ram (Album Hindu YUVA Studios - Sri Ram Jai Ram mit Shefali Panicker)
- 2021: Sri Hanumat Stawan (Album: Ram Dass: Soul Land Music Series, Vol. 1)
- 2022: Om Namah Shivaay (Album Ram Setu: Original Motion Picture Soundtrack)
- 2022: Station (Album Devadas: Station - Single)
- 2023: Peace Mantra: Loka Samastha (Album Amaan Ali Bangash, Ayaan Ali Bangash: Peace Mantra: Loka Samastha - Single)

### Sonstige Veröffentlichungen
- 2011: Stay Strong (mit David Newman)
- 2018: Blues for Baba
- 2018: Amazing Grace
- 2019: Hungry Hearts
- 2020: Adhyatma Hanuman Chalisa (Kompilation: A Bhaktimala for Ram Dass)

## Weitere Auftritte
- Open to the Infinite: Live at the Inner Directions Gathering (Video), mit Ram Dass, Bertram Salzman, Matthew Greenblatt. Inner Directions, 1999, ISBN 1-878019-11-2.